# Technische Anleitung
Eine Technische Anleitung ist eine allgemeine Verwaltungsvorschrift, in der die gesetzlichen Anforderungen im Bereich des Umweltrechts konkretisiert werden. Sie bildet die Grundlage für Genehmigungen und Anordnungen zuständiger Verwaltungen.
Es gibt folgende Technische Anleitungen:
- TA Abfall
- TA Lärm
- TA Luft
- TA Siedlungsabfall